# Wajdi Sahli
Wajdi Sahli (La Seyne-sur-Mer, 17 aprile 1997) è un calciatore francese naturalizzato tunisino, centrocampista del Győri ETO.

## Carriera
Tra il 2017 ed il 2020 ha giocato nella prima divisione tunisina con il Club Africain, mettendo a segno 2 reti in complessive 28 presenze; nel 2021 si è trasferito in Kazakistan al Kaspıı.

## Palmarès

### Club

#### Competizioni nazionali
- Coppa di Tunisia: 1

Club Africain: 2017-2018